# Pembroke Park
Pembroke Park és una població dels Estats Units a l'estat de Florida. Segons el cens de l'1 de juliol de 2006 tenia 5.487 habitants.

## Demografia
Segons el cens del 2000, Pembroke Park tenia 6.299 habitants, 2.742 habitatges, i 1.595 famílies. La densitat de població era de 1.724,9 habitants/km².
Dels 2.742 habitatges en un 29,5% hi vivien nens de menys de 18 anys, en un 31,8% hi vivien parelles casades, en un 21,6% dones solteres, i en un 41,8% no eren unitats familiars. En el 33,7% dels habitatges hi vivien persones soles el 15,1% de les quals corresponia a persones de 65 anys o més que vivien soles. El nombre mitjà de persones vivint en cada habitatge era de 2,29 i el nombre mitjà de persones que vivien en cada família era de 2,96.
Per edats la població es repartia de la següent manera: un 27% tenia menys de 18 anys, un 9% entre 18 i 24, un 28% entre 25 i 44, un 18,7% de 45 a 60 i un 17,4% 65 anys o més.
L'edat mediana era de 33 anys. Per cada 100 dones de 18 o més anys hi havia 79,3 homes.
La renda mediana per habitatge era de 22.605 $ i la renda mediana per família de 25.972 $. Els homes tenien una renda mediana de 26.275 $ mentre que les dones 21.230 $. La renda per capita de la població era de 14.369 $. Entorn del 20% de les famílies i el 24% de la població estaven per davall del llindar de pobresa.

## Poblacions més properes
El següent diagrama mostra les poblacions més properes.